# Innico Caracciolo (1642-1730)
Innico Caracciolo (Castelo de Martini, 9 de julho de 1642 - Roma, 6 de setembro de 1730) foi um cardeal do século XVIII

## Biografia
Nasceu em Castelo de Martini em 9 de julho de 1642, Castelo de Martini, Martina Franca, no feudo de sua família, arquidiocese de Taranto (1) . De uma das famílias mais antigas e nobres de Nápoles. Filho de Francesco Caracciolo, duque de Martina, e sua segunda esposa, Beatrice Caracciolo. Sobrinho do cardeal Innico Caracciolo, sênior (1666), por parte de mãe, que era do ramo familiar de Airola. Outros cardeais da família foram Marino Caracciolo (1535); Nicolò Caracciolo (1715); Giovanni Costanzo Caracciolo (1759); Diego Innico Caracciolo (1800); e Filippo Giudice Caracciolo, Ora. (1833). Seu sobrenome também está listado como Carracciolo.
Estudou na Universidade La Sapienza , em Roma, onde obteve o doutorado in utroque iure , direito canônico e civil, em 9 de junho de 1677.
Inquisidor em Malta, 30 de abril de 1683. Referendário dos Tribunais da Assinatura Apostólica da Justiça e da Graça. Primicério da igreja de S. Spirito in Sassia, Roma, desde 1689. Secretário da SC da Disciplina dos Regulares e da Visita Apostólica, 10 de fevereiro de 1690; confirmado neste posto, em 12 de janeiro de 1693. Recebeu o subdiaconato. Recusou a eleição para a sé metropolitana de Cápua proposta pelo Papa Inocêncio XI.
Eleito bispo de Aversa, com dispensa por ter recebido apenas o subdiaconato, em 25 de fevereiro de 1697. Consagrada, 24 de março de 1697, igreja de S. Maria em Vallicella, Roma, pelo cardeal Galeazzo Marescotti, auxiliado por Francesco Pannochieschi, arcebispo de Pisa, e por Carlo Lofredi, arcebispo de Bari. Assistente do Trono Pontifício, 16 de maio de 1697. Nomeado clérigo da Câmara Apostólica no pontificado do Papa Clemente XI. Núncio extraordinário na Suíça com faculdades de legate latere , 1712. Ele gastou suas rendas eclesiásticas e seu patrimônio ajudando os pobres de sua diocese. Ele celebrou um sínodo diocesano, restaurou a catedral e fundou um seminário com excelentes professores.
Criado cardeal e reservado in pectore no consistório de 29 de maio de 1715, publicado no consistório de 16 de dezembro de 1715; recebeu o gorro vermelho e o título de S. Tommaso em Parione, em 30 de março de 1716. Participou do conclave de 1721, que elegeu o Papa Inocêncio XIII. Participou do conclave de 1724, que elegeu o Papa Bento XIII. Participou do conclave de 1730, que elegeu o Papa Clemente XII.
Morreu em Roma em 6 de setembro de 1730, no mosteiro de Sant'Agata ai Monti, Roma. Seu corpo foi trasladado à noite para a igreja daquele mosteiro; a vigília foi cantada no dia seguinte; transferido para a igreja de S. Maria della Vittoria, Roma, na noite de 8 de setembro de 1730, e ali enterrado. Mais tarde, transladou-se à catedral de Aversa e sepultou-se na capela do Santissimo Sacramento , por ele edificada. Apenas seu nome foi gravado em sua lápide. Seu sobrinho Innico Caracciolo ergueu um magnífico mausoléu em sua memória com uma inscrição honrosa em sua base. A vida do cardeal foi escrita por Michele Sagliocco e publicada em Roma em 1738.